# Dotterbloemoermot
De dotterbloemoermot (Micropterix calthella) is een nachtvlinder uit de familie van de oermotten (Micropterigidae). De wetenschappelijke naam van de soort is als Phalaena calthella gepubliceerd door Linnaeus in 1761.

## Kenmerken
Het mannetje heeft een voorvleugellengte van 3,1 tot 3,7 millimeter, het vrouwtje is wat groter met 3,6 tot 4,6 millimeter. De vleugelkleur is brons met paarse vleugelbases zonder verdere tekening.

## Leefwijze
De dotterbloemoermot gebruikt diverse lage planten als waardplanten. De rups overwintert. De vliegtijd is van halverwege april tot juni. De vlinders vliegen overdag en bezoeken bloemen als boterbloem en paardenbloem om van te eten.

## Verspreiding en leefgebied
De dotterbloemoermot komt verspreid over een groot deel van Europa voor (uitgezonderd enkele gebieden in het zuiden en IJsland) en van daar tot centraal Siberië. De dotterbloemoermot is in Nederland en België een algemene soort.